# Jan Gołaski
Jan Gołaski herbu Jastrzębiec – pisarz grodzki łukowski w 1587 roku, podpisarz grodzki łukowski w 1583 roku.
W czasie elekcji 1587 roku głosował najpierw na Piasta, potem na Zygmunta Wazę.